# Ophioplocus januarii
Ophioplocus januarii is een slangster uit de familie Ophiolepididae.
De wetenschappelijke naam van de soort werd als Ophiolepis januarii in 1856 gepubliceerd door Christian Frederik Lütken.